# María Betiana Angulo
María Betiana Angulo ( 1982 - ) es una botánica argentina. Posee una licenciatura en Ciencias Biológicas, en 2006, en la Universidad Nacional del Nordeste. Es doctorando sobre “Estudios biosistemáticos en el género sudamericano Lessingianthus (Vernonieae, Asteraceae)".

## Algunas publicaciones
- m.b. Angulo, m. Dematteis. 2010. La identidad de Vernonia setososquamosa (Asteraceae, Vernonieae): Evidencias cromosómicas y palinológicas. Darwiniana (en prensa)

- ----------------, ----------------. 2010. Pollen morphology of the South American genus Lessingianthus (Vernonieae, Asteraceae) and its taxonomic implications. Grana 49:12-25

- m. Dematteis, m.b. Angulo. 2010. Additions to the genus Lessingianthus (Asteraceae, Vernonieae) from South America. Rodriguésia 61 (2):233-241

- m.b. Angulo, m. Dematteis. 2009. Caryological analysis of South American species of Vernonia (Vernonieae, Asteraceae). Plant Biosystems 143: 20–24

- ----------------, ----------------. 2009. Karyotype analysis in eight species of Vernonia (Vernonieae, Asteraceae) from South America. Caryología 62: 81-88

- m. Dematteis, m.b. Angulo. 2008. Taxonomic Position and Identity of Stenocephalum monticolum (Vernonieae, Asteraceae). Blumea 53: 621-626

- ----------------, j. Molero, m.b. Angulo, a.m. Rovira. 2007. Chromosome studies on some Asteraceae from South America. Bot. J. of the Linnean Soc. 153: 221-230

## Honores
- Becaria de posgrado de CONICET desde 2010

- La abreviatura «Angulo» se emplea para indicar a María Betiana Angulo como autoridad en la descripción y clasificación científica de los vegetales.[2]